# District Bihor (Transsylvanië)
Bihor (Hongaars: Bihar) is een Roemeens district (județ) in de historische regio
Transsylvanië, met als hoofdstad
Oradea (206.527 inwoners).
De gangbare afkorting voor het district is BH.

## Geschiedenis
De voorloper van het district Bihor was het Hongaarse comitaat Bihar. Dit comitaat werd met het Verdrag van Trianon (1920) in tweeën gedeeld. Het Hongaarse deel fuseerde tot het huidige comitaat Hajdú-Bihar, het Roemeense deel werd het district Bihor. Tussen de twee wereldoorlogen werden delen in het oosten toegevoegd aan de districten Cluj en Salaj. In de Tweede Wereldoorlog werd het grootste deel weer bij Hongarije gevoegd. Alleen een zuidelijke deel bleef bij Roemenië. In 1950 kreeg het district zijn huidige begrenzing.

## Demografie
In het jaar 2002 had Bihor 600.223 inwoners en een bevolkingsdichtheid van 80 inwoners per km².

### Bevolkingsgroepen

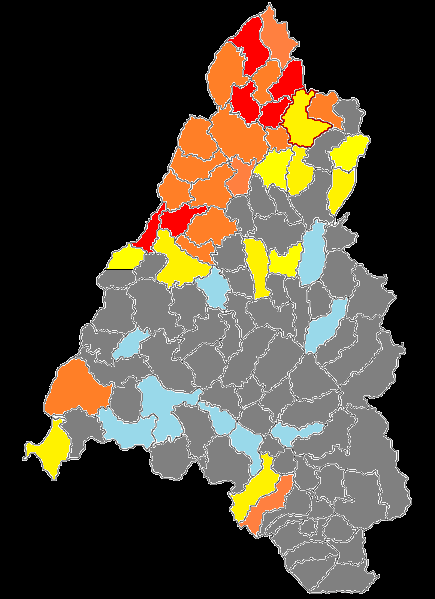
De Hongaren in het District Bihor tijdens de volkstelling van 2011. Rood = Aandeel Hongaren boven 80%, Oranje = Hongaarse meerderheid tussen 50 - 79%, Geel = Hongaarse minderheid boven 20%, Blauw = Hongaarse minderheid tussen 10 - 20%, Grijs = Hongaarse minderheid onder de 10%.

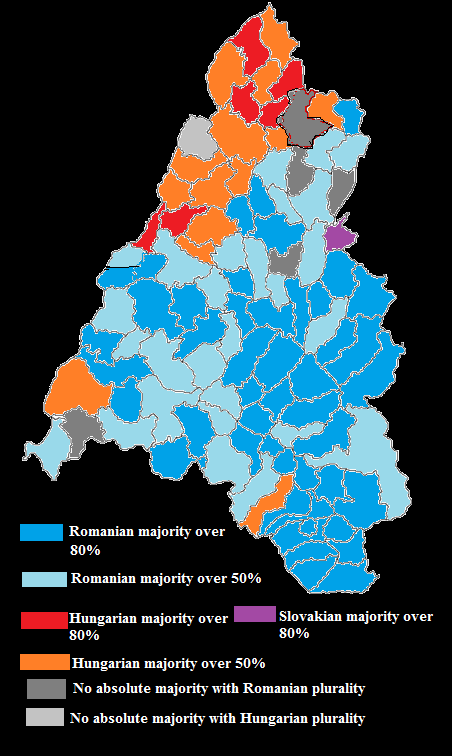
Minderhedenkaart

Het district Bihor is een multi-etnische regio waarvan twee derde van de bevolking Roemeens en een kwart Hongaars van geboorte is. De Hongaren wonen voor een groot deel in de noordelijke streek Érmellék (62.000 personen) en vormen hier in de meeste gemeenten de meerderheid van de bevolking. In de districtshoofdstad Oradea zijn de Hongaren de belangrijkste minderheid met 45.305 personen en verder is de stad Salonta een bastion voor de etnische Hongaren met ongeveer 10.000 Hongaren. 
In Bihor ligt verder nog de kleine Hongaarse enclave rond de Fekete-Körös-vallei bij de stad Beius. Hier wonen ongeveer 3400 Hongaren in enkele dorpen nabij de stad.
(Zie Hongaarse minderheid in Roemenië)
De Hongaren in het gebied zijn sterk gericht op Hongarije qua steun. De Hongaarse regeringen geeft veel financiële steun aan kerken, scholen etc. Verder is de bevolking sterk georiënteerd op de Hongaarse media.
Volgens de voorlopige resultaten van de volkstelling van 2021 (uitgevoerd in 2022) hebben 122.111 personen het Hongaars als moedertaal, 112.387 personen gaven aan een Hongaarse nationaliteit te hebben (22,3%).
Volgens de volkstelling van 2011 waren er 549.752 inwoners):
- 377.445 Roemenen (68,7%)
- 144.736 Hongaren (26,3%)
- 18.1495 Roma (3,3%)
- Andere minderheden zijn de Slowaken, Joden en de Oekraïners

Van de 600.233 inwoners in 2002 waren er:
- 67,4% Roemenen
- 25,9% Hongaren
- 5% Roma
- 1,2% Slowaken
- 0,2% Duits
- Andere minderheden zijn de Joden en de Oekraïners

Op plaatsen waar de Hongaren meer dan 20% van de bevolking vormen is het Hongaars een officiële taal en zijn bijvoorbeeld plaatsnaamborden tweetalig Roemeens-Hongaars.

## Hongaarse gemeenschap
De Hongaren wonen in een groot aaneengesloten blok ten noorden van de stad Oradea, het gebied Érmellék, maar er zijn ook vele Hongaarse enclaves in het oosten en zuiden van het district. 

### Hongaarse dorpen in zuid-Bihor
- Ant (Ant) 109 Hongaren op 	172 inwoners (66,9%)
- Arpăşel (Árpád) 662 Hongaren op 864 inwoners (78,3%)
- Belfir (Bélfenyér) 363 Hongaren op 643 inwoners (60%)
- Boiu (Mezőbaj) 444 Hongaren op 751 inwoners (60,5%)
- Finiş (Várasfenes) 854 Hongaren op	1 674 inwoners (52,3%)
- Ginta (Gyanta) 228 Hongaren op 309 inwoners (77,3%)
- Grădinari (Kisnyégerfalva) 214 Hongaren op 472 inwoners (45,3%)
- Remetea (Magyarremete) 454 Hongaren op 836 inwoners (55%)
- Tărcaia (Köröstárkány) 1 060 Hongaren op 1 110 inwoners (97%)
- Uileacu De Beiuş (Belényesújlak) 347 Hongaren op 568 inwoners (62,9%)

In het stadje Beiuș (Belényes) wonen 719 Hongaren.  

### Religie
In 2002 waren er:
- 357.996 (59.6%) orthodox
- 107.817 (18.0%) gereformeerd
- 55.555 (9.3%) rooms-katholiek
- (13,1%) overige religies

## Geografie
Het district heeft een oppervlakte van 7544 km² en komt daarmee op de 5e plaats met grootte van de provincies in Roemenië.
Samen met comitaat Hajdú-Bihar in Hongarije werkt het samen in de Biharia Euroregio en de grotere Karpaten Euregio.

## Aangrenzende districten
- Arad in het zuiden
- Satu Mare in het noorden
- Cluj in het oosten
- Alba in het zuidoosten
- Sălaj in het noordoosten
- Hongarije in het westen

## Steden

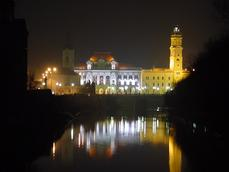
Stadhuis Oradea

- Aleșd
- Beiuș
- Marghita
- Nucet
- Oradea
- Salonta
- Ștei
- Valea lui Mihai
- Vașcău